# 卡西欧 Fx-7000G
Casio FX-7000G是一款由卡西欧于1985年至1988年间发售的图形计算器，其也是世界第一款面向大众销售的图形计算器。
Casio FX-7000G除了提供绘图功能之外，还带有编程功能。此外，它拥有82种科学函数功能。

## 基本信息

### 显示屏
Casio FX-7000G使用了LCD点阵式显示器，最多可以显示8行128个字符（每行16个字符）。但Casio FX-7000G没有拥有灰度显示。

### 外观
Casio FX-7000G使用了彩色印刷键盘（橙色、绿色、蓝色、红色），背面则为黑色背盖。

### 尺寸
计算器的体积约为83.5 mm × 167 mm × 14 mm（3.29英寸 × 6.57英寸 × 0.55英寸），重约155.5 g（5.49 oz）（包含电池重量）

### 电源
Casio Fx-7000G使用了一个9V的直流电源。一般情况下，电池可使用120小时。

## 图集

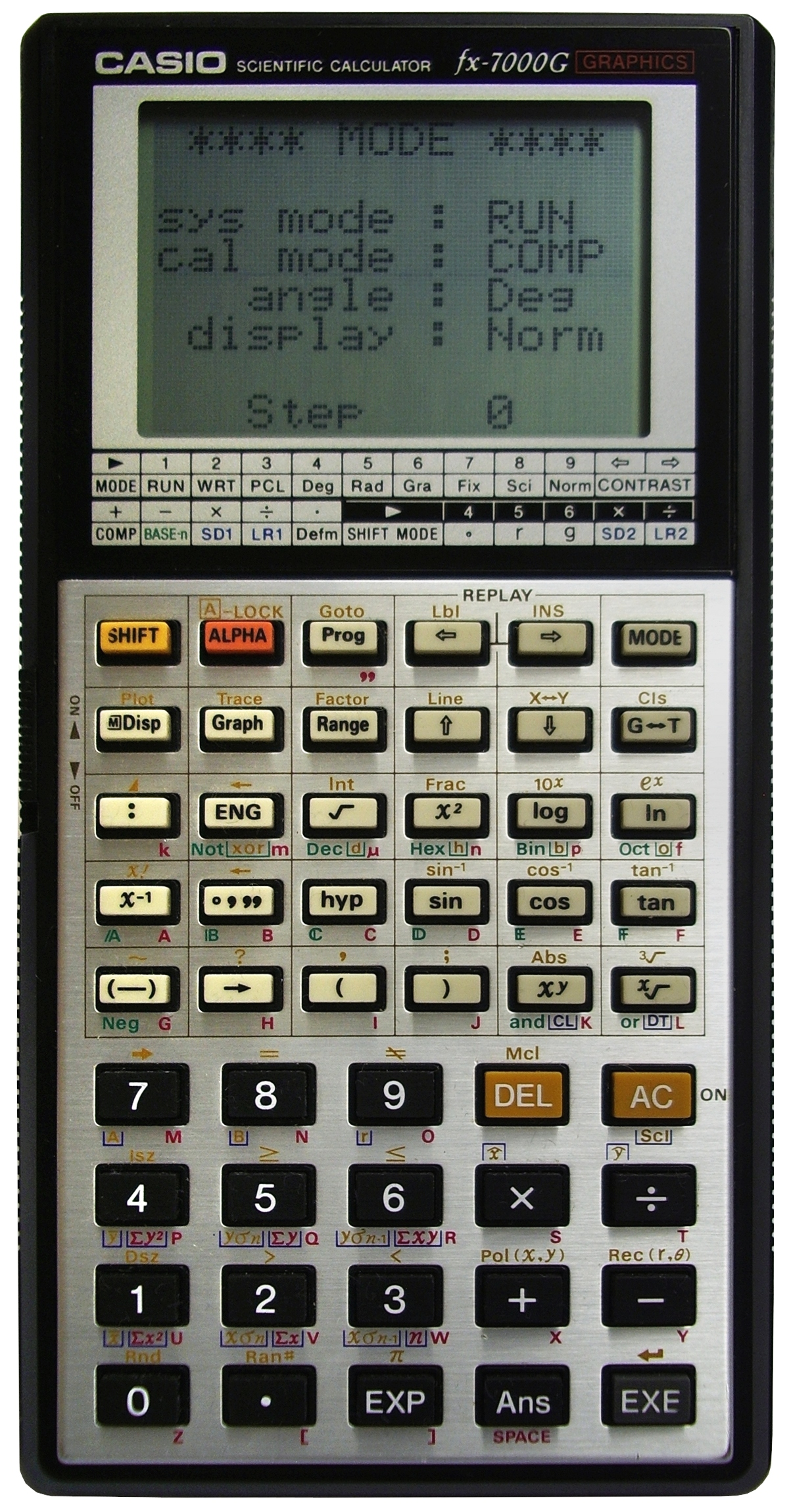
开关位于机身左侧上方。
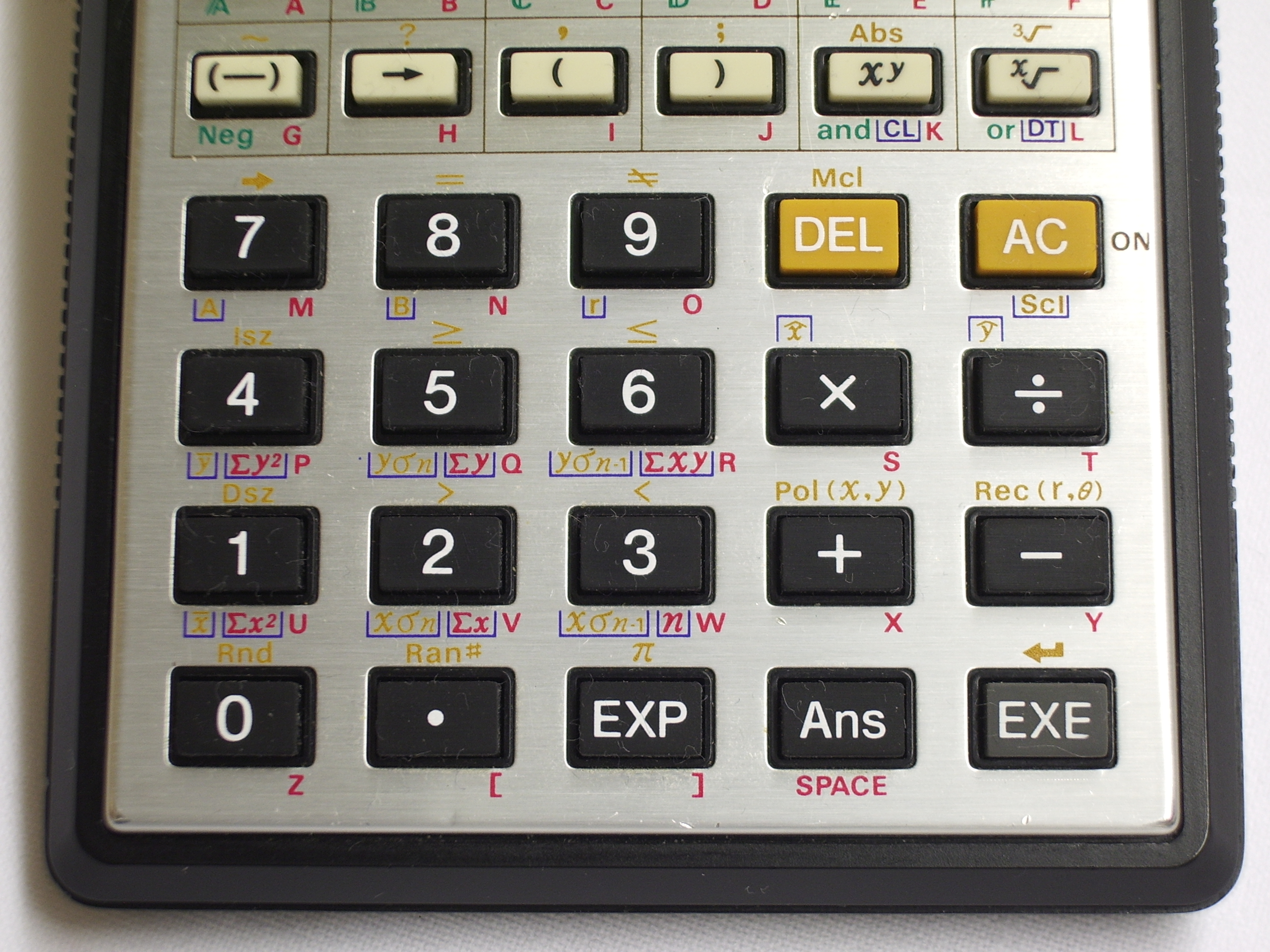
和CASIO的历代机型一样，Fx-7000采用了传统的键盘布局。
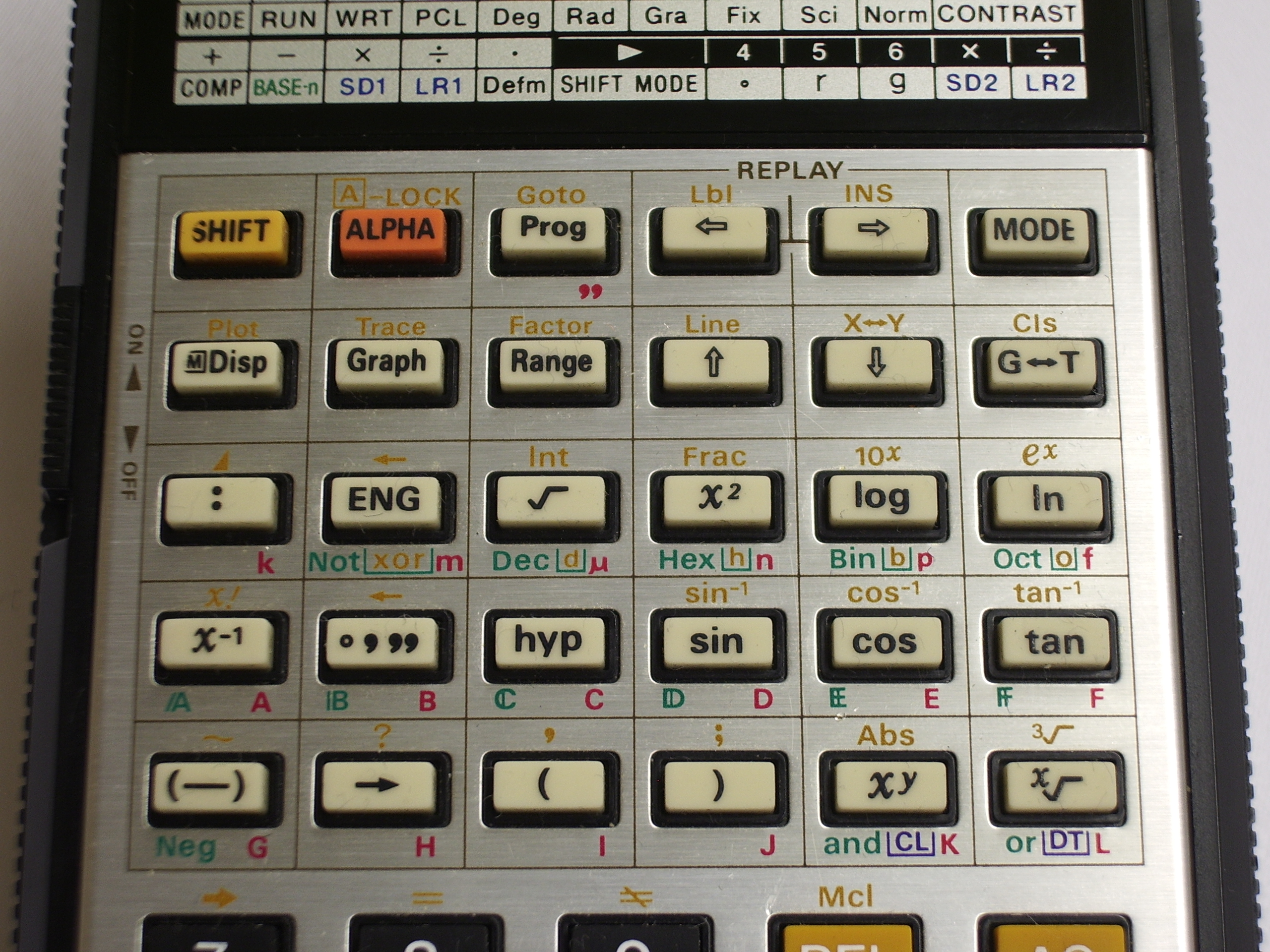
键盘拥有shift与alpha键，以便输入附加功能。
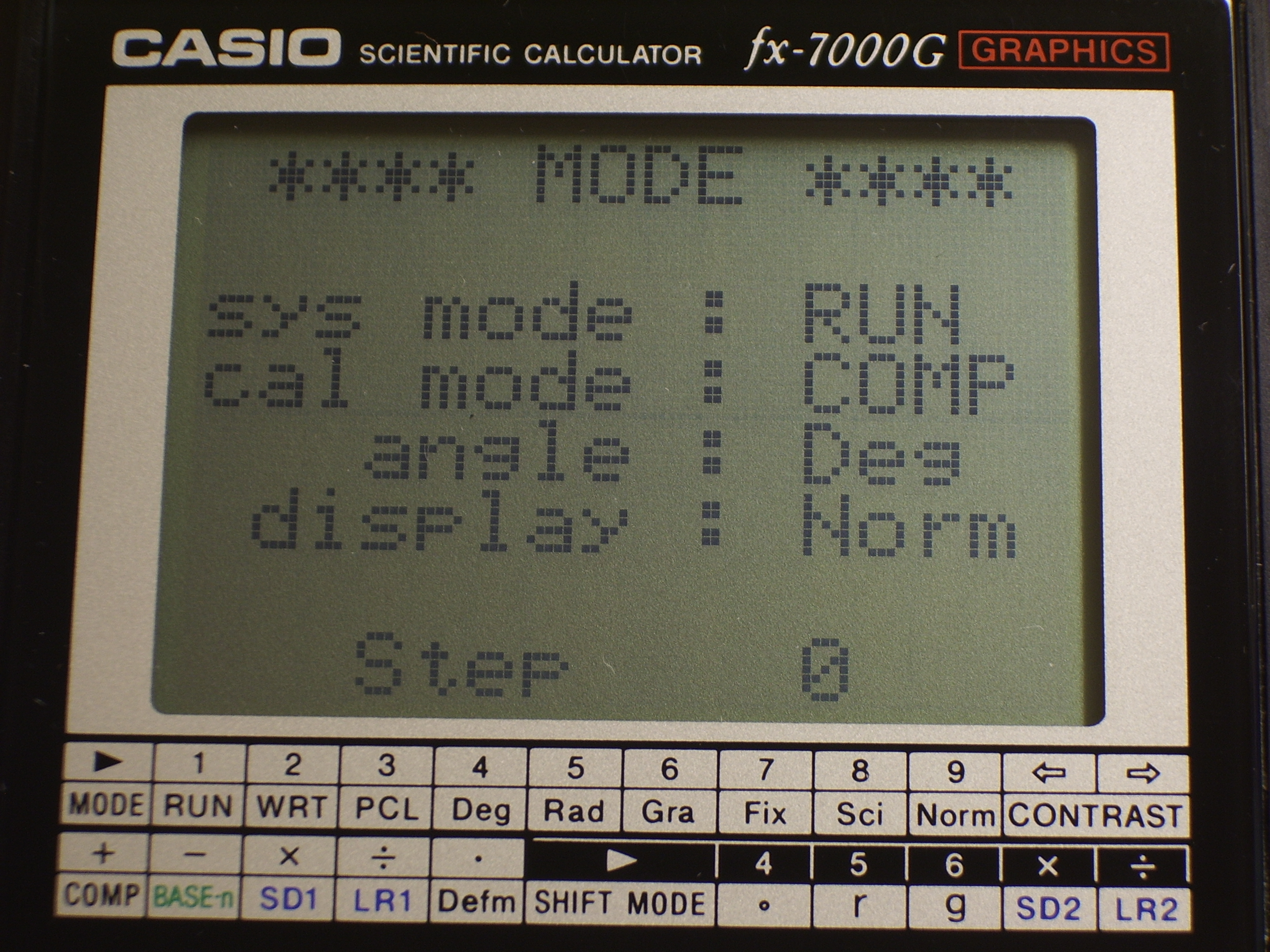
按MODE键后显示的菜单。